# Железный мост (Омск)
Железный мост — несохранившийся железный разводной мост через реку Омь в центре города Омска. Он сменил ранее находившийся на этом месте деревянный Ильинский мост и был долгожителем среди омских мостов (62 года службы). Разобран из-за ветхости в 1965 году. Позднее на этом месте был построен Юбилейный мост.
Служил символом Омска и представлял центр общественной жизни.

## История

### Строительство

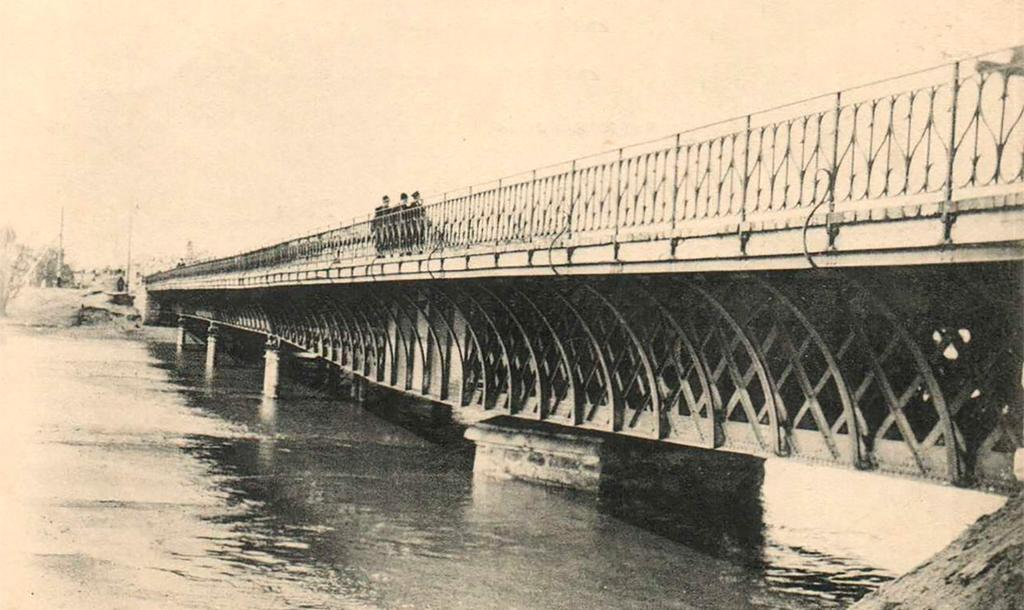
Железный мост в 1903-1905 годах. Вид с левого берега Оми в сторону Любинского проспекта

Ранее на месте Железного моста располагался деревянный и уже обветшавший к этому времени Ильинский. Экономический рост, последовавший за приходом в Омск железной дороги, вызвал строительство архитектурного ансамбля Любинского проспекта, с которым Ильинский мост составлял большой контраст. Кроме этого, появление автомобильного транспорта ужесточило требования к прочности конструкций. Поэтому местные власти в октябре 1897 года приняли решение заменить мост на металлический с железными опорами и фермами, шириной 19 аршин (включая по два аршина с каждой стороны для тротуаров) с возможностью пустить по нему электрический грузовой и пассажирский трамвай. Городской голова Н. П. Остапенко настоял на том, что мост должен был быть разводным (хотя это значительно его удорожало), для того, чтобы обеспечить речному судоходству на Иртыше зимнюю стоянку на Оми. Стимулом для строительства нового моста было посещение Омска великим князем Константином, приехавшим с инспекцией в Сибирский кадетский корпус.
Первый проект нового моста, заказанный у частных инженеров, городская дума в 1898 году отклонила. Последовал другой проект, воплотившийся в жизнь.
В 1898 году город получил заём на сумму 100 тысяч рублей для строительства, однако заказать изготовление элементов моста было затруднительно. Городская дума получила отказ от Путиловского завода и других предприятий Санкт-Петербурга, Екатеринбурга и Брянска, а также общества «Batignolle» в Париже. Произошло это потому, что значительный подъём экономики в России в это время создал на заводах большое скопление срочных заказов. Кроме того, отсутствовали необходимые подробные чертежи. Ситуация изменилась в 1900 году. В начале года Н. П. Остапенко договорился о строительстве моста с бывшим в городе проездом директором-управляющим харцызских заводов в Макеевке Эрнестом Леопольдовичем Пети. 15 октября 1900 года договор на постройку моста был заключён с обществом Харцызских машиностроительного и котельного заводов.
Однако есть аргументы в пользу того, что мост был сконструирован русским инженером Рубакиным и изготовлен в Донецкой области работниками Харцызского машиностроительного и котельного заводов.
Руководил строительством инженер Рубакин. Расположение Железного моста было традиционным — по оси улицы Дворцовой и Любинского проспекта. Он связал берега и придал завершённость архитектурному облику окружающей застройки. Конструктивно мост являлся разводным, собираемым из элементов заводского изготовления. Разводная часть размещалась на массивной каменной опоре у левого берега; дно Оми в этом месте было углублено для прохода судов с низкой осадкой. При разведении механизм поворачивал ферму пролёта по горизонтали, располагая вдоль течения реки и открывая проход. Остальная часть моста опиралась на металлические трубчатые сваи. Данных о стоимости моста не сохранилось, однако современники запомнили его как слишком дорогой для Омска. Планировалось, что строительство завершится к концу 1902 года, но мост был открыт и освящён православными священниками в июле 1903 года. В 1905 году возле моста возвели часовню в память об омичах, погибших в ходе русско-японской войны. Мост обозначал центр общественной жизни, рядом размещалась коммерческая реклама и биржа легковых извозчиков.

### Эксплуатация

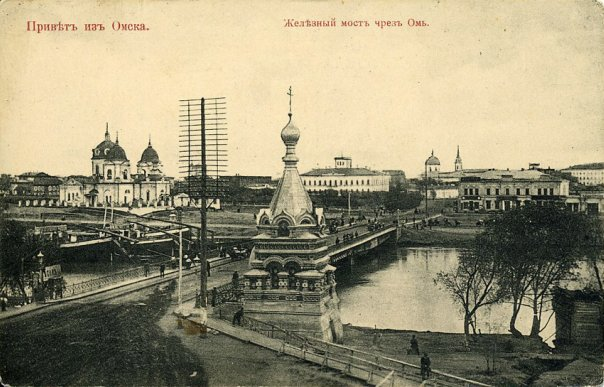
Железный мост на открытке начала XX века. Видна часовня, построенная в 1905 году.

После революции мосты Железный и Деревянный сохранили свои имена. Летом возле Железного со стороны сада «Аквариум» работали аттракционы, а зимой у его подножья на льду организовывался городской каток. Такое положение дел сохранялось до начала Великой Отечественной войны. Рядом с мостом также стоял крупный рекламный щит, анонсирующий фильмы в расположенном рядом кинотеатре «Художественный».
Однако качество омского мостостроения в случае с Железным мостом оставляло желать лучшего. Из-за неточности теоретических расчётов, конструктивных недостатков, низкого качества металлоконструкций, недооценки мягких грунтов берегов Оми, а также провоза слишком тяжёлых грузов мост просел и неоднократно ломался. С 1924 года поломки участились, при весеннем разливе Оми вода поднималась до нижних ферм моста. В 1928 году наводнение разрушило Деревянный мост и причинило серьёзный ущерб Железному. А после транспортировки по мосту огромного котла массой 21 тонна разводная часть заклинила, и судоходство на Оми нарушилось. Ремонт Железного моста был столь значимым событием, что очень многие горожане приходили смотреть на это. Со временем обнаруживались новые недостатки. Мост находился под угрозой перед ледоходом (толщина льда на Оми могла достигать 1 м, а на Иртыше — 1,5-2 м), поэтому в апреле производили взрывные работы, а сам мост прикрепляли стальными тросами к берегам, чтобы он мог выдержать напор льда.
В 1935 году часовня возле моста была разрушена. Годом позже с другой стороны от него возвели Трамвайный мост, который принял на себя часть нагрузки во время ледоходов.
Великая Отечественная война привела к эвакуации производств из европейской части России, что в итоге сказалось и на транспортной инфраструктуре Омска. Резко возросшие транспортные потоки к промышленным предприятиям повысили нагрузку на Железный мост. К 1943 году из-за интенсивного грузопассажирского движения опоры моста деформировались, а разводная часть вышла из строя. В результате оказалось перекрыто судоходное движение по реке Омь, а сам мост стал подвергаться более сильному разрушению во время паводков. Такое положение дел угрожало нормальной транспортной связи центральных районов города.
В 1960-е годы при серьёзной угрозе для Железного моста во время ледохода на обоих берегах Оми стояли танки ИС. Железный мост был долгожителем среди омских мостов. Несмотря на накапливавшуюся усталость материалов, он переваривался, окрашивался, у него менялся верхний настил, и таким образом он прослужил 62 года. Разобран был из-за ветхости в 1965 году.

## В культуре
Железный мост связывается с городскими легендами, которые транслируются СМИ и в настоящее время. Полагалось, что мост имеет французское происхождение, и эта идея существует в двух видах. Согласно первому, мост был приобретён городским головой Н. П. Остапенко на Всемирной выставке в Париже за 85 тысяч рублей и впоследствии переделан инженерами в Сибири. Согласно второму, мост просто изготавливался французским обществом котельно-литейных заводов по заказу.
Мост не имел официального названия. В народе его называли по материалу, из которого он был изготовлен, или по легенде о происхождении — «Парижским» или «Французским».
Железный мост неоднократно изображался фотографами и художниками, почтовый бланк с его видом издавался Всемирным почтовым союзом. Он представлял символ города.